# Знаменский район (Тамбовская область)
Зна́менский райо́н — административно-территориальная единица (район) и муниципальное образование (муниципальный район) в центре Тамбовской области.
Административный центр — рабочий посёлок Знаменка.

## География
Площадь — 1102,4 км². Граничит: с Тамбовским, Рассказовским, Сампурским, Токарёвским, Мордовским и Петровским районами области.

## История
Знаменский район был образован 7 марта 1941 года на основании Указа Президиума Верховного Совета РСФСР, путём разукрупнения Покрово-Марфинского, Сампурского и Тамбовского районов с центром в посёлке Знаменка, который получил статус рабочего посёлка в 1971 году. Название посёлка Знаменка происходит от церкви, построенной в 1745 году в честь иконы Знамени Божией Матери. Однако первоначальное название было Кареян-Загряжское, затем — Кариан-Знаменское, и лишь в 1918 году за селом закрепилось название Знаменка.
В годы войны в усадьбе Строганова расположились эвакуационные госпитали, о чём свидетельствует мемориальная доска на здании. Огромную помощь оказывали школьники. Пять человек из Знаменского района удостоены высокого звания Героя Советского Союза. Это — Поздняков Алексей Павлович из д. Маслово, Алёшин Семён Михеевич из Воронцовки, Архипов Юрий Михайлович, Свистунов Андрей Иванович и Шлемов Николай Тихонович. 9 мая 1971 года в райцентре по проекту Тамбовского архитектора Лебедева был воздвигнут памятник в честь погибших.
30 октября 1959 года к Знаменскому району была присоединена часть территории упразднённого Покрово-Марфинского района.

## Население
| 2002    | 2009    | 2010    | 2012    | 2013    | 2014    | 2015    | 2016    | 2017    |
| ------- | ------- | ------- | ------- | ------- | ------- | ------- | ------- | ------- |
| 20 590  | ↘18 987 | ↘18 405 | ↘18 375 | ↗18 385 | ↘18 157 | ↘17 635 | ↘17 081 | ↘16 791 |
| 2018    | 2019    | 2020    | 2021    |         |         |         |         |         |
| ↘16 579 | ↘16 103 | ↘15 584 | ↘14 476 |         |         |         |         |         |

### Урбанизация
Городское население (рабочий посёлок Знаменка) составляет  38,17 % от всего населения района.

### Национальный состав
По итогам переписи населения 2020 года проживали следующие национальности (национальности менее 0,1 % и другое, см. в сноске к строке «Другие»):
| Национальность | Численность, чел. | Доля     |
| -------------- | ----------------- | -------- |
| Русские        | 13 535            | 93,50 %  |
| Украинцы       | 141               | 0,97 %   |
| Армяне         | 84                | 0,58 %   |
| Цыгане         | 41                | 0,28 %   |
| Азербайджанцы  | 41                | 0,28 %   |
| Езиды          | 38                | 0,26 %   |
| Таджики        | 27                | 0,19 %   |
| Молдаване      | 23                | 0,16 %   |
| Татары         | 19                | 0,13 %   |
| Белорусы       | 18                | 0,12 %   |
| Другие         | 509               | 3,53 %   |
| Итого          | 14 476            | 100,00 % |

## Административное деление
Знаменский район как административно-территориальное образование включает 1 поссовет и 7 сельсоветов.
В Знаменский район как муниципальное образование со статусом муниципального района входят 8 муниципальных образований, в том числе 1 городское и 7 сельских поселений:
| №        | Муниципальное образование    | Административный центр   | Количество населённых пунктов | Население (чел.) | Площадь (км²) |
| -------- | ---------------------------- | ------------------------ | ----------------------------- | ---------------- | ------------- |
| 1e-06    | Городское поселение:         |                          |                               |                  |               |
| 1        | Знаменский поссовет          | рабочий посёлок Знаменка | 1                             | ↗5525            | 84,16         |
| 1.000002 | Сельские поселения:          |                          |                               |                  |               |
| 2        | Александровский сельсовет    | село Александровка       | 2                             | ↘819             | 139,62        |
| 3        | Воронцовский сельсовет       | село Воронцовка          | 5                             | ↘2922            | 113,52        |
| 4        | Дуплято-Масловский сельсовет | село Дуплято-Маслово     | 3                             | ↘947             | 144,82        |
| 5        | Кузьминский сельсовет        | посёлок Кузьминский      | 4                             | ↘466             | 114,49        |
| 6        | Никольский сельсовет         | село Никольское          | 1                             | ↘872             | 77,40         |
| 7        | Покрово-Марфинский сельсовет | село Покрово-Марфино     | 17                            | ↘1708            | 309,73        |
| 8        | Сухотинский сельсовет        | село Сухотинка           | 5                             | ↘1217            | 118,66        |

В рамках организации местного самоуправления в 2004 году на территории района были созданы 11 муниципальных образований, в том числе 1 городское поселение (поссовет) и 10 сельских поселений (сельсоветов).
В 2008 году упразднённый Карианский сельсовет включён в Дуплято-Масловский сельсовет; а Алексеевский и Новознаменский — в Покрово-Марфинский сельсовет.

## Населённые пункты
В Знаменском районе 38 населённых пунктов, в том числе 1 городской (рабочий посёлок) и 37 сельских:
| №  | Населённый пункт     | Тип             | Население | Муниципальное образование    |
| -- | -------------------- | --------------- | --------- | ---------------------------- |
| 1  | Александровка        | село            | 624       | Александровский сельсовет    |
| 2  | Алексеевка           | деревня         | 369       | Покрово-Марфинский сельсовет |
| 3  | Алёхино              | село            | 44        | Дуплято-Масловский сельсовет |
| 4  | Большие Пады         | деревня         | 108       | Воронцовский сельсовет       |
| 5  | Борозда              | деревня         | 161       | Покрово-Марфинский сельсовет |
| 6  | Букари               | деревня         | 22        | Покрово-Марфинский сельсовет |
| 7  | Булгаково-Дергачёвка | деревня         | 63        | Покрово-Марфинский сельсовет |
| 8  | Воронцовка           | село            | 982       | Воронцовский сельсовет       |
| 9  | Даниловка            | деревня         | 229       | Воронцовский сельсовет       |
| 10 | Дуплято-Маслово      | село            | 907       | Дуплято-Масловский сельсовет |
| 11 | Егоровка             | деревня         | 75        | Покрово-Марфинский сельсовет |
| 12 | Знаменка             | рабочий посёлок | ↗5525     | Знаменский поссовет          |
| 13 | Измайловка           | село            | 553       | Александровский сельсовет    |
| 14 | Ильинка              | деревня         | 73        | Покрово-Марфинский сельсовет |
| 15 | Кариан               | село            | 374       | Дуплято-Масловский сельсовет |
| 16 | Кикинка              | деревня         | 40        | Кузьминский сельсовет        |
| 17 | Княжево              | село            | 450       | Сухотинский сельсовет        |
| 18 | Коровино             | посёлок         | 6         | Покрово-Марфинский сельсовет |
| 19 | Кузьминский          | посёлок         | 448       | Кузьминский сельсовет        |
| 20 | Матвеевка            | деревня         | 129       | Покрово-Марфинский сельсовет |
| 21 | Михайловка           | деревня         | 212       | Кузьминский сельсовет        |
| 22 | Николаевка           | деревня         | 45        | Покрово-Марфинский сельсовет |
| 23 | Никольское           | село            | ↘872      | Никольский сельсовет         |
| 24 | Новознаменка         | село            | 367       | Покрово-Марфинский сельсовет |
| 25 | Ольшанка             | село            | 62        | Кузьминский сельсовет        |
| 26 | Первомайское         | посёлок         | 2485      | Воронцовский сельсовет       |
| 27 | Покрово-Марфино      | село            | 751       | Покрово-Марфинский сельсовет |
| 28 | Прогресс             | деревня         | 27        | Покрово-Марфинский сельсовет |
| 29 | Прудки               | деревня         | 98        | Покрово-Марфинский сельсовет |
| 30 | Сергиевка            | деревня         | 53        | Покрово-Марфинский сельсовет |
| 31 | Старчики             | деревня         | 135       | Сухотинский сельсовет        |
| 32 | Сухотинка            | село            | 875       | Сухотинский сельсовет        |
| 33 | Сява                 | деревня         | 7         | Воронцовский сельсовет       |
| 34 | Тарбеевка            | деревня         | 32        | Покрово-Марфинский сельсовет |
| 35 | Третьяковка          | деревня         | 27        | Покрово-Марфинский сельсовет |
| 36 | Тюменевка            | деревня         | 70        | Покрово-Марфинский сельсовет |
| 37 | Царёвка              | село            | 101       | Сухотинский сельсовет        |
| 38 | Шаховка              | село            | 70        | Сухотинский сельсовет        |

### Упразднённые населённые пункты
- Ивановка — упразднённая в 1978 году деревня;
- Сергиевка 2-я — упразднённая в 1975 году деревня;
- Восьмая Ольховка — упразднённая в 1975 году деревня;
- Марьино-Ольшанка — упразднённая в 1978 году деревня;
- Путь крестьянина — упразднённый в 1976 году посёлок;
- Солдатские Выселки — упразднённый в 1978 году посёлок;
- Струковские Верхи — упразднённая в 1978 году деревня;
- Ольховка[24] — упразднённая в 1999 году деревня;
- Степной Лесхоз[25] — упразднённый в 2015 году посёлок;
- Артемьевка — упразднённая в 2017 году деревня;
- Никольские Подворки — упразднённый в 2017 году посёлок.

## Экономика
Главным промышленным предприятием в Знаменском районе является сахарный завод. ОАО «Русский сахар» дал первые тонны сахара-песка в 1972 году. В настоящее время на Знаменском сахарном заводе работает 623 человека. За добросовестный труд 208 человек награждены медалями «Ветеран труда», 6 — «За трудовую доблесть», 6 — орденами «За трудовое отличие»; есть награждённые орденами «Трудовой славы III степени», «Знак Почёта». В 1913 году купец Вдовин построил Кариан-Строгановский элеватор.
А в 1929 году в нём были открыты дополнительные хранилища на 3600 тонн зерна. На первые паевые взносы колхозов и совхозов района в 1965 году был создан кирпичный завод. Производительность предприятия составляла 3 млн штук в сезон, сейчас же — 800 тыс. штук. В Знаменском районе в 1971 году был введён в эксплуатацию хлебозавод. Работало тогда три цеха: безалкогольный, колбасный и хлебобулочный. А в 1990 году был открыт кондитерский цех.
Молокозавод, расположенный на территории с. Воронцовка, начал свою работу в 1930 году как приёмный пункт молока. За время своего существования он превратился в предприятие, которое играет значительную роль в снабжении молочными продуктами.
Сравнительно недавно возникло ООО «Маяк». Несколько лет данное предприятие занимается реализацией проката чёрных металлов, цемента, шифера и других стройматериалов. Кроме того, в районе функционируют автотранспортное предприятие, предприятие по обеспечению топливом, коммунальное хозяйство, «Агрохимия» и другие предприятия.

## Транспорт
Большую роль в жизни района играет железнодорожный транспорт. Станция Кариан-Строганово возникла ещё в дореволюционные годы. На станции работает 14 человек. Основным работодателем является сахарный завод, значительно увеличил объём перевозок ООО «Маяк». Важное значение имеет крупная шоссейная магистраль — Москва-Волгоград М-6. Обслуживает автомобильную дорогу «Москва—Волгоград» ОАО «ДЭП № 52», в котором трудятся 120 человек.

## Культура
Образовательная сеть в районе очень разнообразна. Здесь функционирует 23 школы, из них 12 средних, 8 основных, 3 начальные; 1 специнтернат, 2 учреждения дополнительного образования — Дом детского творчества и Детская юношеско-спортивная школа. В школах работают 417 педагогов.
Знаменская районная больница — одно из старейших учреждений района. Основана она в 1896 году. Сейчас Знаменское ТМО — это больница на 165 коек, 2 участковых больницы, 2 врачебных амбулатории, 19 ФАПов, 1 здравпункт на сахарном заводе. В системе здравоохранения занято врачей — 41 человек, средних медицинских работников — 180 человек.
В районе функционирует развитая структура культурно-просветительских учреждений. Знаменская централизованная библиотечная система объединяет 19 библиотек и ведёт большую работу по организации книжного дела в районе. В 18 клубах Знаменского района проводится большое количество мероприятий для населения. Работают различные коллективы художественной самодеятельности. В районе одна детская музыкальная школа и четыре филиала, одна детская школа искусств и один её филиал. Кроме того, функционирует 13 киноустановок и 2 музея.

## Достопримечательности
Гордостью района является парк, заложенный в XVIII веке. Парк дошёл до нас примерно в той же конфигурации, но меньшей площади. Некоторым деревьям более двухсот лет.
Очень сильно парк пострадал в 1920-х. Сохранились древесно-кустарниковые породы, в том числе: дуб черешчатый, липа мелколистная, липа крупнолистная, берёза бородавчатая, берёза пушистая и другие.